# Stewart Innes

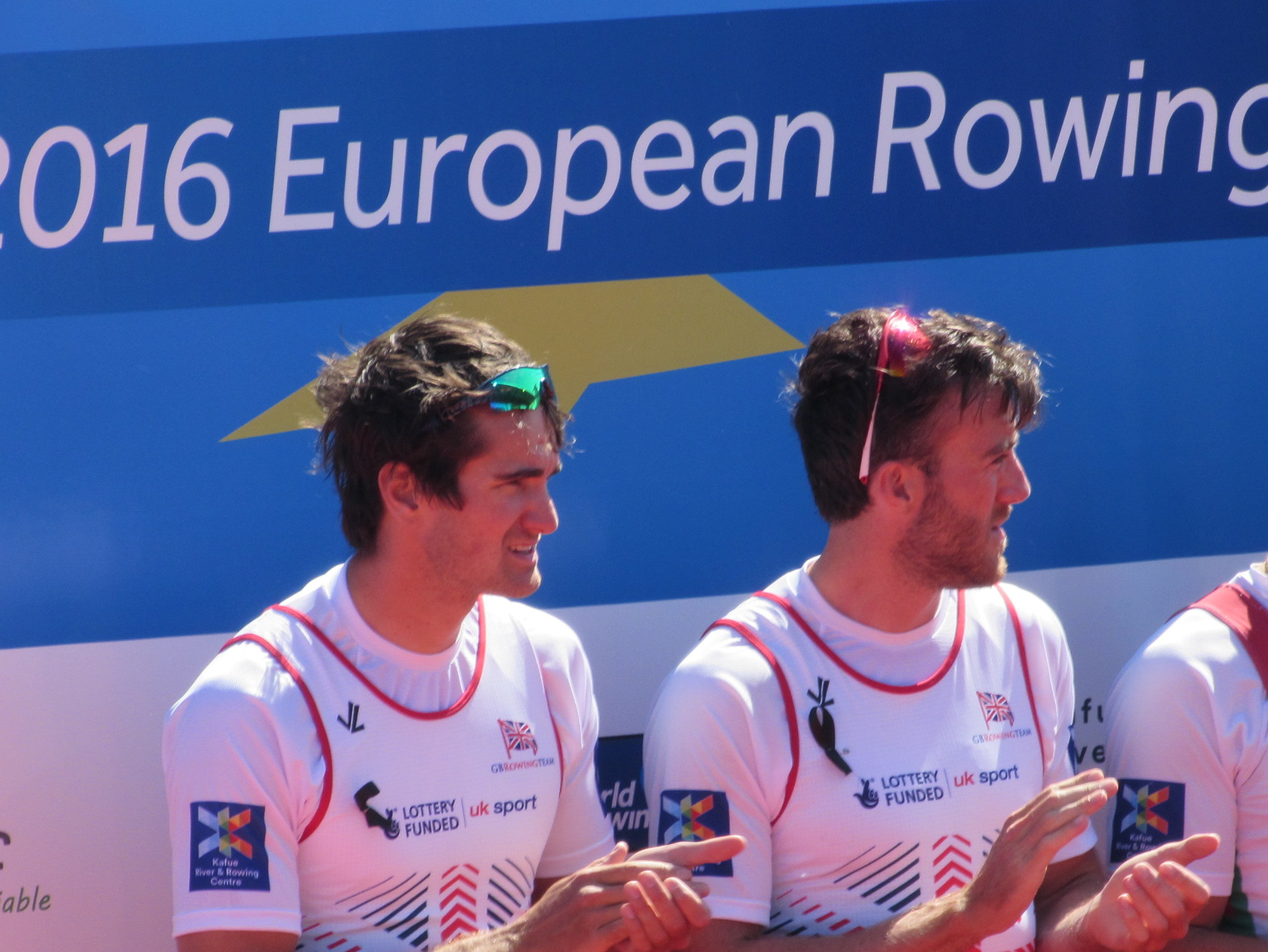
Stewart Innes (links) und Alan Sinclair, Siegerehrung EM 2016

Stewart Gilbert Innes (* 20. Mai 1991 in Oxford) ist ein britischer Ruderer.
Innes nahm 2008 im Zweier ohne Steuermann an den Junioren-Weltmeisterschaften teil, erreichte aber nur das C-Finale. Bei den Junioren-Weltmeisterschaften 2009 gewann er mit dem britischen Achter die Silbermedaille. 2011 trat Innes bei den U23-Weltmeisterschaften im Doppelvierer an und erreichte das C-Finale. 2013 ruderte er im Vorlauf im Doppelvierer, fiel dann aber krankheitsbedingt aus. 2014 trat Innes im Einer bei den Studentenweltmeisterschaften an und belegte den dritten Platz.
2015, in seinem ersten Jahr in der britischen A-Mannschaft, gewann er mit dem Achter die Silbermedaille bei den Europameisterschaften. Im Ruder-Weltcup siegte er in Varese mit dem britischen Achter, trat dann aber in Luzern zusammen mit Oliver Cook im Zweier ohne Steuermann an und erreichte den achten Platz. Für die Weltmeisterschaften 2015 rückte Innes zu Scott Durant, Alan Sinclair und Tom Ransley in den Vierer ohne Steuermann und gewann die Bronzemedaille hinter den Vierern aus Italien und aus Australien. 2016 wechselten Sinclair und Innes in den Zweier ohne Steuermann, sie gewannen bei den Europameisterschaften 2016 die Silbermedaille. Bei den Olympischen Spielen 2016 belegten die beiden Briten den vierten Platz.
Der 1,97 m große Innes ruderte früher für St. Edward’s in Oxford und dann für den Ruderclub der University of Reading, wechselte dann aber zum Leander Club in Henley-on-Thames.